# 1404

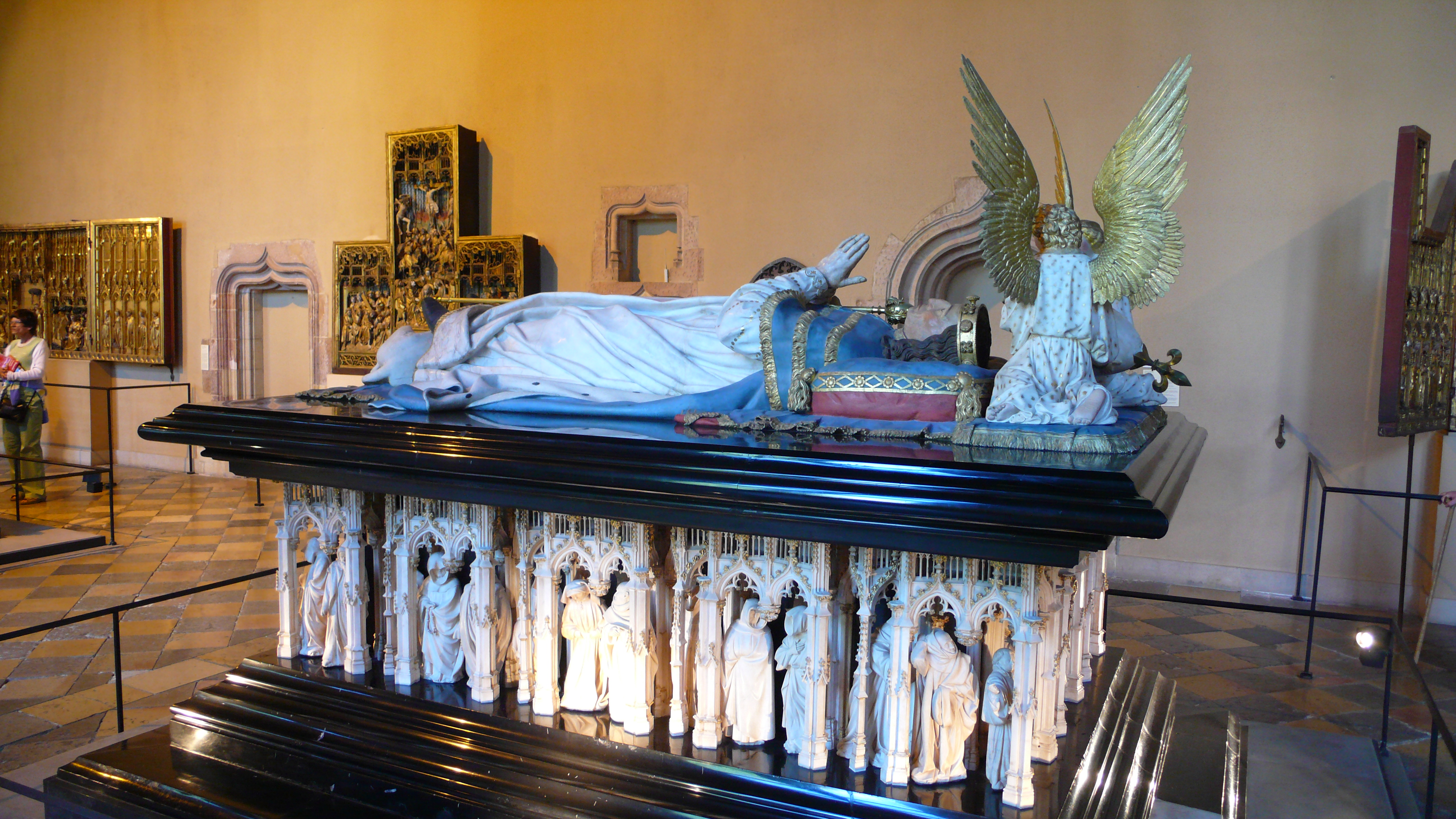
graftombe van Filips de Stoute

Het jaar 1404 is het 4e jaar in de 15e eeuw volgens de christelijke jaartelling.

## Gebeurtenissen
november
- 19 - Sint-Elisabethsvloed: Een storm zorgt voor diverse dijkdoorbraken in Vlaanderen en Walcheren. Graaf Margaretha van Male geeft opdracht een dijk langs de Vlaamse kust aan te leggen, de latere Graaf Jansdijk. De dorpen Hughevliet, Oud-IJzendijke en Oostmanskapelle verdwijnen.

december
- 16 De graaf van Holland, Zeeland en Henegouwen, Albrecht van Beieren, sterft in Den Haag en wordt opgevolgd door zijn zoon Willem van Oostervant. Zijn landen komen daardoor in het kamp van de Hoeken.

zonder datum
- Timoer Lenk verzamelt zijn leger in Samarkand en maakt zich op voor een veldtocht naar Peking.
- De Universiteit van Turijn wordt gesticht.
- Keppel ontvangt stadsrechten.
- Jean de Béthencourt, die in Castiliaanse dienst de Canarische Eilanden probeert te veroveren, sticht de stad Betancuria op Fuerteventura als hoofdplaats van het eiland.
- Hertog Reinoud IV van Gelre laat te Hattem een kasteel bouwen dat vanwege zijn dikke muren de bijnaam Dikke Tinne krijgt.

## Opvolging
- Alençon en Perche - Peter II opgevolgd door zijn zoon Jan I
- Auvergne en Boulogne - Jan II opgevolgd door zijn dochter Johanna II
- Beieren-Straubing - Albrecht I op[geovlgd door zijn zonen Willem en Jan
- Bosnië - Stjepan Ostoja opgevolgd door Stjepan Tvrtko II
- Bourgondië (hertogdom) - Filips de Stoute opgevolgd door zijn zoon Jan zonder Vrees
- Holland en Henegouwen - Albrecht van Beieren opgevolgd door zijn zoon Willem VI
- Nevers - Jan zonder Vrees opgevolgd door zijn broer Filips
- Holstein-Pinneberg - Otto I van Schaumburg opgevolgd door Adolf X van Schaumburg
- maronitisch patriarch - Johannes VI opgevolgd door Johannes VII van Jaje
- Oostenrijk - Albrecht IV opgevolgd door zijn zoon Albrecht V onder regentschap van Willem I van Stiermarken
- paus (17 oktober) - Bonifatius IX opgevolgd door Cosma dei Migliorati als Innocentius VII
- Penthièvre - Jan I van Châtillon opgevolgd door zijn zoon Olivier van Châtillon
- Piombino - Gherardo Appiano opgevolgd door Jacopo II Appiano
- Sleeswijk - Gerard VI van Holstein opgevolgd door zijn zoon Hendrik III van Holstein

## Afbeeldingen

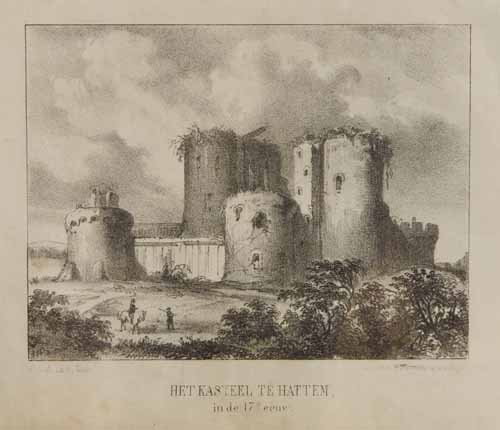
ruïne van Dikke Tinne in de 17e eeuw
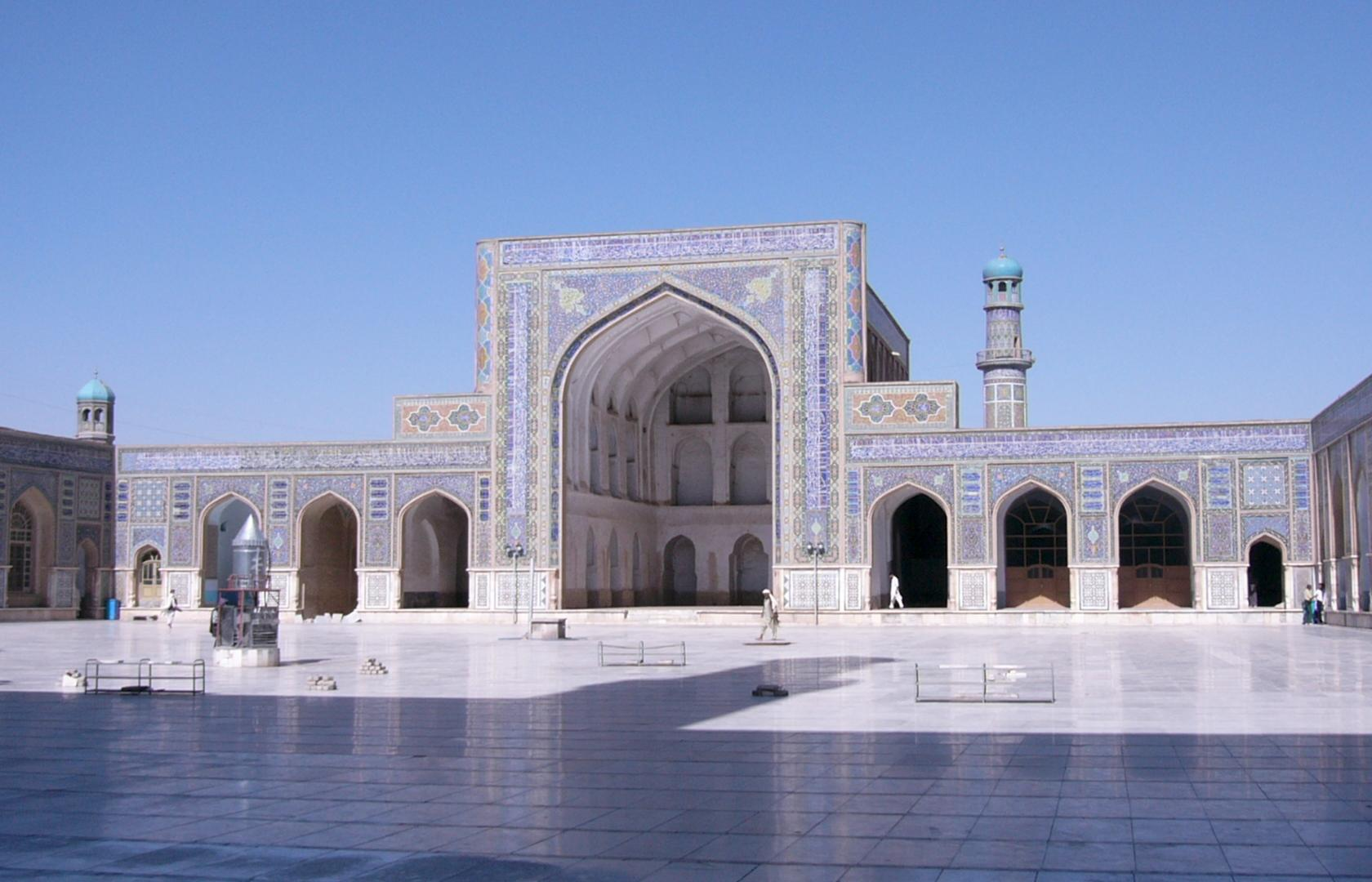
Vrijdagmoskee van Herat, bouw begonnen 1404
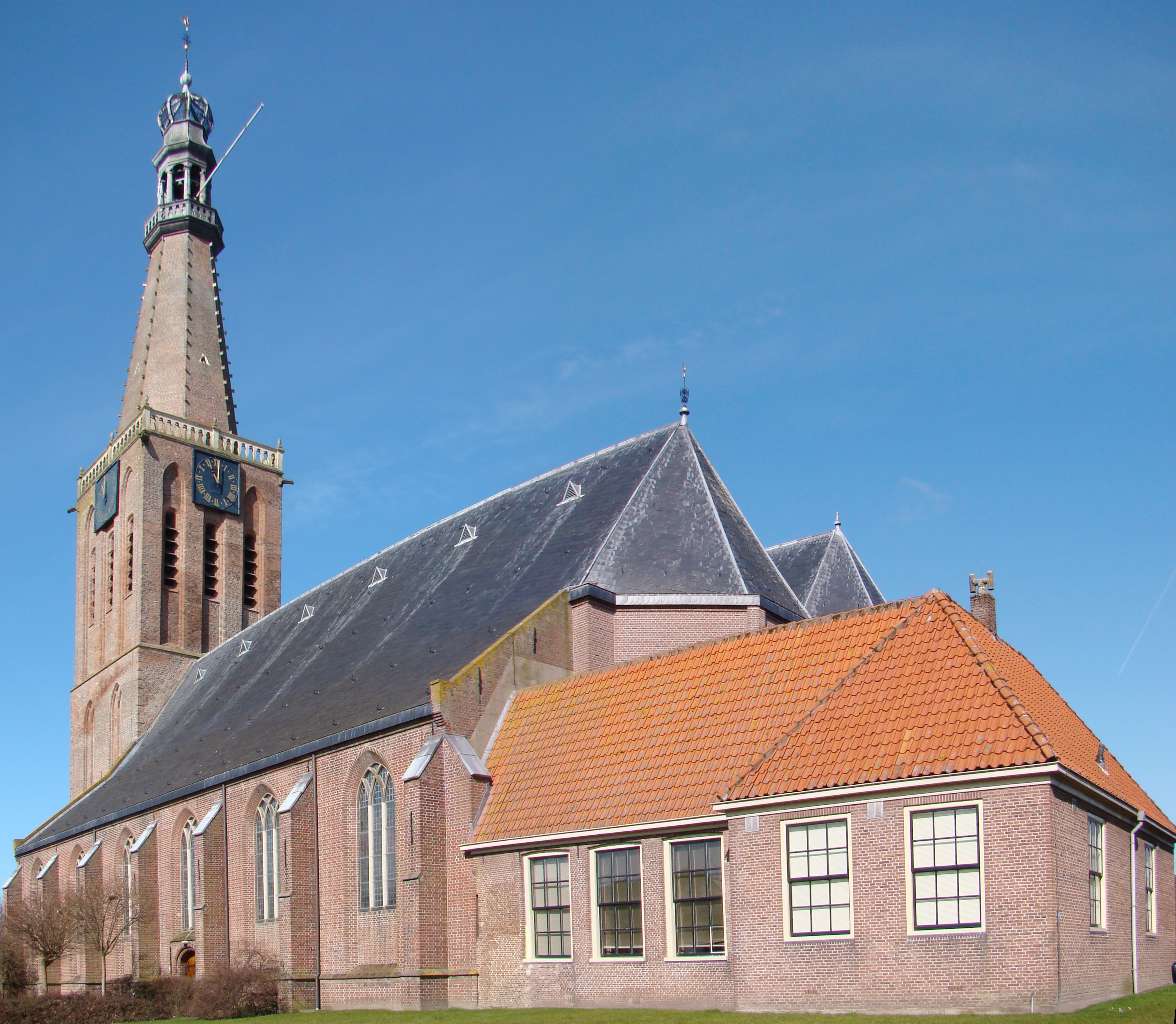
Bonifaciuskerk, Medemblik, 1404

## Geboren
- 25 januari - Margaretha van Baden, Duitse adellijke vrouw (overleden 1442)
- 18 februari - Leon Battista Alberti, Italiaans kunstenaar, schrijver en architect
- 22 februari - Willem II van den Bergh, Nederlands edelman
- juni - Murat II, Ottomaans sultan (1421-1451)
- 25 juli - Filips van Saint-Pol, hertog van Brabant (1427-1430) en graaf van Saint-Pol
- Anna van Bourgondië, Bourgondische edelvrouw
- Gerard VII van Holstein, Duits edelman
- John Beaufort, Engels edelman
- Simon IV van Lippe, Duits edelman
- Hendrik II van Borselen, Zeeuws edelman (jaartal bij benadering)

## Overleden
- 16 januari - Jan I van Châtillon (58), Frans edelman
- 21 januari - Anna van Nassau-Hadamar, Duits gravin
- 27 februari - Otto III van Anhalt, Duits edelman
- 27 april - Filips de Stoute (62), hertog van Bourgondië (1363-1404)
- 2 juni - Herman II Hoen (~63), Limburgs edelman
- 17 juli - Maddalena Visconti (~38), Milanees edelvrouw
- 4 augustus - Gerard VI van Holstein, hertog van Sleeswijk (1386-1404)
- 14 september - Albrecht IV (26), hertog van Oostenrijk (1395-1404)
- 20 september - Peter II van Alençon, Frans edelman
- 28 september - Jan II van Auvergne, Frans edelman
- 1 oktober - Bonifatius IX (~48), paus (1389-1404)
- 14 oktober - Maria van Anjou, echtgenote van Karel VII van Frankrijk
- 16 december - Albrecht van Beieren (68), graaf van Holland (1358-1404)
- Arnold van Horne (~44), Nederlands edelman
- Hendrik II van Gronsveld (~69), Limburgs edelman
- Lewis Clifford, Engels edelman
- Otto I van Schaumburg, Duits edelman